# Buxheim (Suábia)
Buxheim é um município da Alemanha, situado no distrito da Baixa Algóvia, no estado da Baviera. Tem 10,25 km² de área, e sua população em 2019 foi estimada em 3 245 habitantes.